# Vieilles-Maisons-sur-Joudry
Vieilles-Maisons-sur-Joudry – miejscowość i gmina we Francji, w Regionie Centralnym, w departamencie Loiret.
Według danych na rok 1990 gminę zamieszkiwało 345 osób, a gęstość zaludnienia wynosiła 21 osób/km² (wśród 1842 gmin Regionu Centralnego Vieilles-Maisons-sur-Joudry plasuje się na 802. miejscu pod względem liczby ludności, natomiast pod względem powierzchni na miejscu 814.).